# Таз
Таз (лат. pelvis) — пояс скелета нижньої кінцівки, який складається з двох тазових кісток та крижової, які міцно між собою сполучаються і становлять міцну опору для вільних нижніх кінцівок. Таз є частиною тулуба.
Український термін таз являє собою кальку латинського pelvis, що означає як «анатомічний таз», так і «миска», «балія», «таз»: з огляду на його характерну чашоподібну форму.

## Будова

Скелет таза: 1 — крижі
2-4 — тазова кістка (2 — клубова, 3 — сіднична, 4 — лобкова, 4a — тіло лобкової кістки, 4b — верхня гілка, 4c — нижня гілка, 4d — лобковий горбок)
5 — лобковий симфіз
6 — вертлюжна западина
7 — затульний отвір
8 — куприк.
Крапками позначена межева лінія верхнього краю таза

Тазова ділянка є найнижчою частиною тулуба, вона розташована між черевною порожниною і стегнами. Таз включає кілька структур: скелет таза, порожнину таза, тазове дно та промежину.
- Скелет таза складається з тазового пояса (утвореного двома тазовими кістками) і крижів з куприком[2].
- Порожнина таза — простір, замкнутий тазовим поясом
- Тазове дно — включає тазову і сечостатеву діафрагми.
- Промежина — область під тазовим дном.

### Скелет
Скелет таза складається з двох тазових кісток і однієї крижової кістки, яка є частиною хребта. Тазова кістка (os coxae) — парна плоска кістка таза, утворена лобковою, клубовою та сідничною кістками, які зрослися в районі вертлюжної западини. Ззаду тазові кістки з'єднуються з крижами крижово-клубовими суглобами, спереду — сполучаються між собою лобковим симфізом.

### Порожнина таза
Порожнина таза (cavitas pelvis) — простір тіла, оточений кістками таза. У ній розташовані статеві органи і пряма кишка. Обмежується зверху верхнім краєм таза, знизу — діафрагмою таза. Іноді поняття тлумачиться в ширшому сенсі, включаючи в себе весь простір, замкнутий всім тазовим скелетом; у цьому разі поділяється на:
- - Великий таз — область вище верхнього краю таза
  - Малий таз — область нижче верхнього краю таза

### Тазове дно
Тазове дно (fundus pelvis) — сукупність м'яких тканин, що займають нижню апертуру таза. Тазове дно має дві функції, що з початку протилежні: замикати знизу тазову та черевну порожнини, утримуючи вагу внутрішніх органів, і водночас управляти виходами прямої кишки і сечостатевих органів, які проходять через нього, тим самим ослабляючи його. Щоб справитися з цими задачами, тазове дно складається з кількох взаємоперекривних шарів м'язів і сполучних тканин. Основу тазового дна складають дві діафрагми: діафрагма таза та сечостатева діафрагма.
М'язи діафрагми таза — 2 підіймачі ануса, 2 куприкові м'язи і зовнішній анальний сфінктер. Підіймач ануса складається з трьох м'язів: клубово-куприкового, лобково-куприкового і лобково-анального. Складові підіймача ануса та куприкові м'язи виходять між симфізом і сідничними остями й сходяться на куприку та анально-куприковій зв'язці, що йде від куприка до ануса. Між м'язами в середині залишається вузька шпара, через яку виходять назовні пряма кишка, сечівник, вагіна.
М'язи сечостатевої діафрагми — глибокі та поверхневі поперечні м'язи промежини та уретральний сфінктер, цибулинно-печеристий й сідничо-печеристий м'язи.
Цибулинно-печеристий м'яз звужує вагінальну вестибулу в жінок і оточує частину губчастого тіла пеніса в чоловіків. Сідничо-печеристий здавлює вени пеніса і клітора під час сексуального збудження, забезпечуючи наповнення їхніх печеристих тіл кров'ю, що приводить до ерекції.

### Статеві відмінності

Жіночий і чоловічий таз

Істотною відмінністю сучасних людей є двоногість і збільшений об'єм мозку. Оскільки розмір таза тісно пов'язаний з ними (досить велика голова плоду має проходити через малий таз жінки при пологах), природний відбір опинився перед двома суперечливими вимогами: достатня ширина пологового каналу й водночас вузькість для ефективності при прямоходінні; цей конфлікт відомий як «акушерська дилема». Жіночий таз («гінекоїдний таз») еволюціонував до своєї максимальної ширини, необхідної для дітонародження: ширший просто зробив би жінку нездатною для ходьби. І навпаки, чоловічий таз не мав потреби адаптуватися для пологів, тому розвивався в бік найоптимальнішої ширини для двоногого пересування.
Основні відмінності між чоловічим і жіночим малим і великим тазами включають:
- Жіночий таз є об'ємнішим і ширшим за чоловічий, який є більш високим, вузьким і компактним[8].
- Жіноча верхня апертура малого таза ширша і має овальну форму, тоді як у чоловіків у неї виступає мис крижової кістки, тож форма апертури має радше серцеподібну форму[8].
- Стінки чоловічого таза сходяться у напрямку від входу в малий таз до виходу з нього, а стінки жіночого навпаки розходяться[9].
- Кут між нижніми гілками лобкових кісток (підлобковий кут) у чоловіків є гострим (70°), а в жінок тупим (90–100°)[8]. Окрім того, кістки лобкової дуги в жінок більш увігнуті, у чоловіків пряміші[10].
- Відстань між сідничними кістками є невеликою в чоловіків, що робить вихід з малого таза вузьким, але значна в жінок, що утворює відносно широкий вихід. Ості і горби сідничних кісток у чоловіків є масивнішими й вдаються сильніше в тазову порожнину. Велика сіднична вирізка в жінок ширша[10].
- Гребені клубових кісток у чоловіків сильніше виражені і вище розташовані, що робить чоловічий великий таз глибшим і вужчим за жіночий[10].
- Чоловічі крижі довгі, вузькі, пряміші, і мають виражений мис. Жіночі крижі коротші, ширші, більш вигнуті дозаду, крижовий мис виражений слабкіше[10].
- Кульшова западина ширша в жінок, ніж у чоловіків[10]. Чоловіча кульшова западина спрямована латеральніше, жіноча же — фронтальніше. Отже, при ходьбі нога чоловіка може рухатися взад і вперед тільки в одній площині. У жінок же нога мусить повертатися вперед і всередину, а головка стегна відводить її назад в іншій площині. Це зумовлює особливості жіночої ходи (наприклад, хитання кульшами)[11].

## Вимірювання
Таз можна класифікувати за чотирма основними типами залежно від значень діаметрів і прямих розмірів (кон'югат) у верхній і нижній апертурах, а також значень діагональних діаметрів.
| Вимір                                                                                          | Початкова точка                                                | Прикінцева точка                                               | Значення           |
| ---------------------------------------------------------------------------------------------- | -------------------------------------------------------------- | -------------------------------------------------------------- | ------------------ |
| Прямий діаметр входу в малий таз                                                               | Лобковий симфіз                                                | Мис крижової кістки                                            | 11 см              |
| Поперечний діаметр входу в малий таз                                                           | Між крайніми латеральними точками входу                        | Між крайніми латеральними точками входу                        | 13–14 см           |
| Косий діаметр входу I                                                                          | Правий крижово-клубовий суглоб                                 | Ліве клубово-лобкове узвишшя                                   | 12-12,5 см         |
| Косий діаметр входу II                                                                         | Лівий крижово-клубовий суглоб                                  | Праве клубово-лобкове узвишшя                                  | 11,5–12 см         |
| Прямий діаметр вузької частини малого таза                                                     | Нижній край симфіза                                            | Кінчик куприка                                                 | 9,5–10 см          |
| Поперечний діаметр вузької частини малого таза                                                 | Між сідничними остями                                          | Між сідничними остями                                          | 10,5 см            |
| Прямий діаметр широкої частини малого таза                                                     | Середина лобкового симфіза                                     | З'єднання 2 і 3 крижових хребців                               | 12 см              |
| Поперечний діаметр широкої частини малого таза                                                 | Між серединами вертлюжних западин                              | Між серединами вертлюжних западин                              | 12 см              |
| Прямий діаметр виходу з малого таза                                                            | Нижній край лобкового симфіза                                  | Кінець куприка                                                 | 9,5–10 см          |
| Поперечний діаметр виходу з малого таза                                                        | Між сідничними горбами                                         | Між сідничними горбами                                         | 10–11 см           |
| Справжня, акушерська чи гінекологічна кон'югата (conjugata vera s. obstetrica s. gynecologica) | Лобковий симфіз                                                | Мис крижової кістки                                            | ~12 см             |
| Діагональна кон'югата (conjugata diagonalis)                                                   | Внутрішня лобкова зв'язка                                      | Мис крижової кістки                                            | 11,5–12 см         |
| Бокова кон'югата (conjugata lateralis)                                                         | Між передньо-верхніми і верхньо-задніми остями клубових кісток | Між передньо-верхніми і верхньо-задніми остями клубових кісток | >14,5-15 см        |
| Середня кон'югата (conjugata mediana)                                                          | Нижній край симфіза                                            | Нижній край крижів                                             | 11,5 см            |
| Міжостева відстань (distantia spinarum)                                                        | Між передньо-верхніми остями клубових кісток                   | Між передньо-верхніми остями клубових кісток                   | 25-27 см (у жінок) |
| Міжгребенева відстань (distantia cristarum)                                                    | Між найдальшими латеральними точками гребенів клубових кісток  | Між найдальшими латеральними точками гребенів клубових кісток  | 28-29 см (у жінок) |
| Зовнішня кон'югата (conjugata externa)                                                         | Надкрижова ямка                                                | Верхній край симфіза                                           | ~20 см             |
| Міжвертлюгова відстань (distantia trochanterica)                                               | Між великими вертлюгами                                        | Між великими вертлюгами                                        | 30-32 см           |

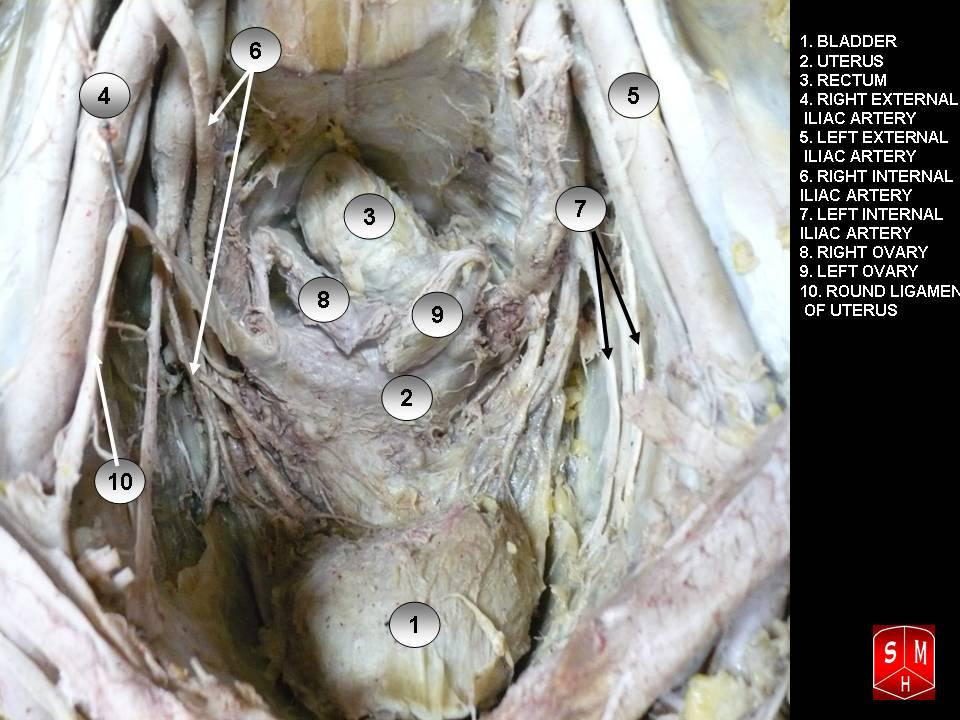
Порожнина жіночого таза

Вісь таза (axis pelvis) визначається як лінія, що з'єднує середини прямих діаметрів входу, виходу, широкої і вузької частин таза. По ній проходить плід пологовими шляхами.

### Історія вимірювання таза
Перша класифікація з'явилася в 1930-х роках. Вільям Едґар Колдвелл (William Edgar Caldwell) і Говард Кармен Молой (Howard Carmen Moloy), вивчивши значну кількість скелетів і тисячі стереоскопічних рентгенограм, виділили три типи жіночого таза (плюс чоловічий тип).
В опублікованій у 1933 і 1934 роках типології описувалися такі типи: гінекоїдний, антропоїдний, платепелоїдний і андроїдний.
- Гінеко́їдний таз (від дав.-гр. γυνή — «жінка» + -ειδής — «подібний») також називається нормальним жіночим тазом. Апертура має форму чи близьку до овальної (з більшим поперечним діаметром), чи круглу. Внутрішні стінки прямі, підлобковий кут широкий, крижова кістка переважно має нахил дозаду, велика сіднична вирізка кругла. Колдвелл з помічниками реєстрували такий тип у близько 50 % жінок.
- Антропоїдний таз (від дав.-гр. ἄνθρωπος — «людина») характеризується овальною формою, де поздовжній діаметр перевищує поперечний. Він має прямі стінки, малий підлобковий кут і широкі крижово-сідничні вирізки. Сідничні ості широко розставлені, крижі зазвичай прямі, і відповідно порожнина таза досить широка. Колдвелл виявив такий тип у чверті білих жінок і майже половини жінок інших рас.
- Платепелоїдний таз (від дав.-гр. πλατύς — «плоский») має поперечно широку, уплощену форму, він широкий попереду, великі сідничні вирізки чоловічого типу, крижі короткі й увігнуті досередини, розміри малого таза відповідно зменшені. Він схожий на рахітичний таз, у якому розм'якшені кістки розширяються вбоки під вагою верхньої частини тіла, зменшуючи водночас і поздовжній діаметр. Подібний тип мають менш ніж 3 % жінок. Пологи при такому типі таза пов'язані з такими ускладненнями, як низьке поперечне стояння сагітального шва в новонароджених.
- Андроїдний таз (від дав.-гр. ἀνήρ, род. відм. ἀνδρός — «чоловік») — жіночий таз з маскулінними ознаками, зокрема з клиноподібною чи серцеподібною формою верхньої апертури, викликаною виступаючими досередини крижами і трикутною передньою частиною. Зменшена нижня апертура часто спричиняє труднощі під час пологів. У 1939 році Колдвелл виявив цей тип в однієї третини білих жінок і в однієї шостої жінок інших рас[17].

Колдвелл і Молой надалі ускладнили свою чотирискладову схему, розділивши верхню апертуру на задню і передню частини. Типи таза отримали найменування відповідно до форми передньої і задньої частини (наприклад, «антропоїдно-андроїдний»). Остаточна класифікація включала не менш ніж 14 типів. Незважаючи на популярність цієї простої класифікації, слід зазначити, що форм таза більш різноманітні: з огляду на різні параметри тазової порожнини на різних рівнях пологового каналу.
На класифікацію Колдвелла і Молоя справили вплив раніші класифікації, що прагнули визначити форму і розміри ідеального жіночого таза, розглядаючи будь-які відхилення від цього ідеалу як патології і причину утруднених пологів. Оскільки в 19 ст. антропологи пов'язували ці типології з еволюційними схемами, на них також справляли вплив археологічні знахідки. З 1950-х років одним з головних чинників, що впливають на форму таза в країнах Третього світу, називають недоїдання, хоча принаймні деякі складові можуть бути зумовлені генетично.
У теперішній час оцінку придатності таза для дітонародження проводять за допомогою ультразвуку. Розміри головки плода і пологового каналу точно вимірюють і порівнюють між собою, визначаючи ймовірність легких пологів.

## Розвиток
Тазові кістки утворюються як хрящ, що надалі зазнає осифікації, і перетворюється на шість кісток, що залишаються окремими в дітей: дві лобкові, дві сідничні, і дві клубові; окрім того, в утворенні тазового кільця бере участь і крижова кістка хребта, яка в дитячому віці (до 18-25 років) складається з окремих п'яти хребців. При народженні складові тазостегнового суглобу (ділянка кульшової западини і верхня частина стегнової кістки) ще складаються з хряща (може бути невелика ділянка окостеніння на великому вертлюзі): це утруднює рентгенівську діагностику вродженого вивиху стегна.
|                               | Висловлюючись термінами порівняльної анатомії, людська лопатка представляє дві кістки, що злилися разом: дорсальну — власно лопатку й вентральну — коракоїд. Епіфізарна лінія, що проходить поперек суглобової западини є лінією зрощення. Ці кістки є відповідниками клубової і сідничної кісток тазового пояса |
| — Р. Дж. Ласт, Last's Anatomy | |

За деякими даними, таз продовжує розширятися протягом всього життя
.

## Функції
На пізніх термінах вагітності голова плода перебуває в порожнині малого таза. При пологах плід проходить через нижню апертуру таза. Внаслідок дії гормонів, які виділяються під час вагітності, тазові суглоби пом'якшуються, щоб забезпечити розходження кісток і розширення пологових шляхів. Це може в деяких випадках спричинити дисфункцію лобкового симфізу, що характеризується надмірною рухомістю лобкового зчленування та болем, і спостерігається близько в однієї з 300 вагітних.

## Клінічне значення
Дослідження, форми, розмірів та особливостей будови крижової кістки має значення у практичній та судовій медицині. У практичній медицині форму та розмір тазу досліджують в акушерстві, для визначення можливостей народження та пологів через природні шляхи, і навпаки, вузький таз, плоскорахітичний таз, загальнорівномірнозвужений таз або великий розмір плоду як і ряд інших ознак та випадків є причиною кесарського розтину. У акушерстві для виміру розмірів малого тазу використовують ряд методик, починаючи із тазоміру, із виміром зовнішніх розмірів тазу та їхнього перерахунку у внутрішній розміри тазу, закінчуючи різними опосередкованим способами.
У судовій медицині, розмір та характер будови тазу дозволяє визначити, приналежність кісток до чоловічої та жіночої статі при їхньому попередньому огляді — чоловічий та жіночий таз мають ряд відмінностей.
Переломи шийки стегна часто трапляються в літніх людей, частіше серед жінок у постменопаузі, нерідко причиною тому є остеопороз. Також виділяють кілька різновидів переломів тазових кісток, що часто стаються під час дорожніх аварій.
Біль у ділянці малого таза може мати різні причини: ендометріоз у жінок, спайки кишечника, синдром подразненого кишечника й інтерстиційний цистит.

## В інших тварин
Тазовий пояс був присутній у ранніх хребетних і може бути простежений до парних плавців риб, які були одними з найраніших хордових.
Форма таза, зокрема орієнтація клубових гребенів і форма та глибина кульшової западини, відбиває спосіб пересування і масу тіла тварини. У двоногих клубові гребені паралельні до вертикально орієнтованих крижово-клубових суглобів, тоді як у чотириногих вони паралельні до горизонтально орієнтованих крижово-клубових суглобів. У важких тварин, особливо в чотириногих, таз має тенденцію до вертикальної орієнтації, бо це уможливлює йому підтримувати більшу вагу без вивиху крижово-клубових суглобів чи додаткового скручування хребцевого стовпа.
У ходячих тварин кульшові западини мілкі і відкриті, що надає ширший простір для руху стегон, включаючи значне відведення назад, порівняно з кульшовими западинами бігаючих тварин. Довжина клубової і сідничної кісток і їхні кути відносно кульшової западини є функціонально важливими, бо вони визначають плечі моменту м'язів-розгиначів стегна, що забезпечують момент сили під час пересування.

## Додаткові зображення

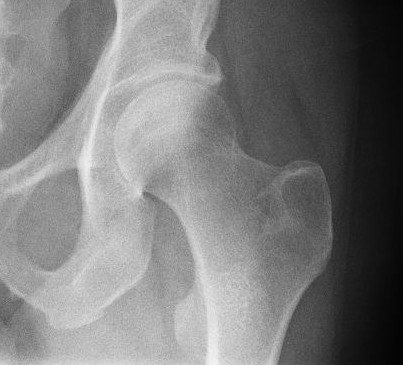
Рентгенографія лівого кульшового суглоба (норма).
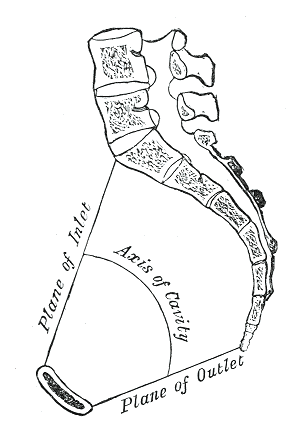
Центральний схематичний розріз таза.
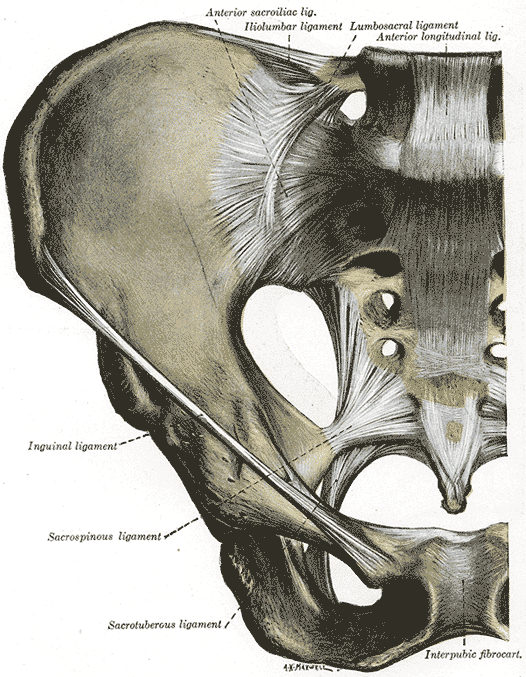
Суглоби таза - вигляд спереду.
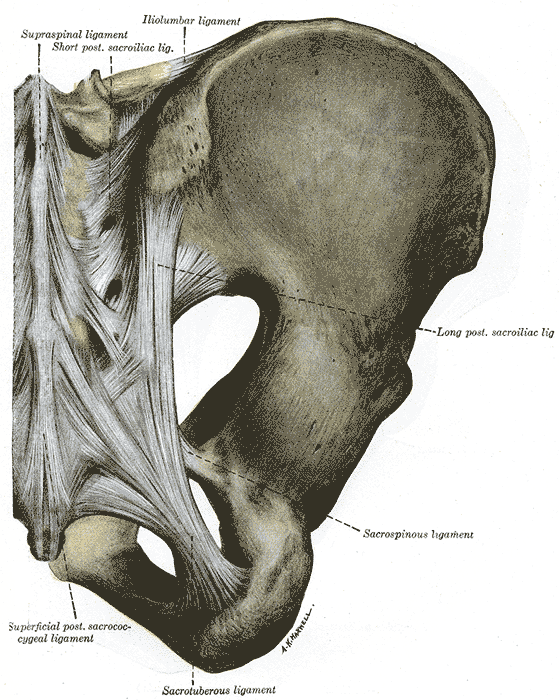
Суглоби таза - вигляд ззаду.
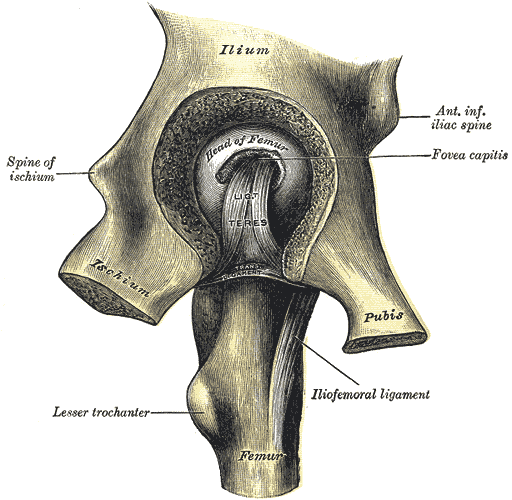
Вигляд лівого кульшового суглоба ззаду, шляхом видалення Acetabulum (В центрі видно живлячу зв'язку головки та шийки стегна).